# São Domingos do Maranhão
São Domingos do Maranhão – miasto i gmina w Brazylii, w Regionie Północno-Wschodnim, w stanie Maranhão.  
Ma powierzchnię 1151,97 km². Według danych ze spisu ludności w 2010 roku gmina liczyła 33 607 mieszkańców, a gęstość zaludnienia wynosiła 29,17 osób/km². Dane szacunkowe z 2019 roku podają liczbę 34 376 mieszkańców. 
W 2017 roku produkt krajowy brutto per capita wyniósł 8017,04 reali brazylijskich.
Gminę utworzono w 1952 roku.